# Alain Cadec
Pour les articles homonymes, voir Cadec.
Alain Cadec, né le 21 juin 1953 à Saint-Brieuc, est un homme politique français. Membre des Républicains (LR), il est député européen de 2009 à 2019 et préside la commission de la pêche du Parlement européen de 2014 à 2019. Élu président du conseil départemental des Côtes-d'Armor en avril 2015, il quitte ses fonctions en octobre 2020 après son élection au Sénat. Il est marié à Catherine Cadec, anciennement appelée Catherine Lesaint. Ils ont deux enfants du nom de Gwenaëlle et Ronan ainsi qu’un petit fils du nom d’Esteban.

## Biographie

### Famille, études et carrière professionnelle
Alain Cadec est né à Saint-Brieuc en 1953. Marié avec Katherine Cadec, il est père de deux enfants. Après avoir passé son baccalauréat dans sa ville natale, il obtient un DEUG d'administration économique et sociale de l'université Rennes-I.
À la suite de son service national, il entre dans la vie civile. Il devient directeur de la gestion interne d’un cabinet comptable puis agent général d’assurances. Entre-temps, après avoir été directeur de campagne de Christian Daniel lors des élections législatives de 1993, il devient son assistant parlementaire et le reste jusqu'à la dissolution de l'assemblée en 1997.

### Débuts en politique à Saint-Brieuc
Il obtient son premier mandat politique lors des élections municipales de 1995 en devenant conseiller municipal d'opposition à Saint-Brieuc.
Lors des élections municipales de 2001, il est élu conseiller municipal sur la liste d'union de la Droite et du Centre menée par Bruno Joncour, dont il devient le premier adjoint en septembre 2003. Réélu sur la liste Joncour en 2008, il en reste le premier adjoint. De 2001 à 2008, puis de 2008 à 2009, il est vice-président de la communauté d'agglomération de Saint-Brieuc.
Il est élu conseiller général avec seulement quatre voix d'avance dans le canton de Saint-Brieuc-Nord lors des élections cantonales de 2001 et est réélu en 2008. De 2004 à 2015, il est le président du groupe d'opposition au conseil général des Côtes-d'Armor.
Candidat aux élections législatives françaises de 2007 dans la première circonscription des Côtes-d'Armor, il est battu par la socialiste Danielle Bousquet.

### Accès aux responsabilités: député européen (2009) et président du conseil départemental (2015)
À l'occasion des élections européennes de 2009, il figure en troisième place sur la liste UMP menée par Christophe Béchu dans la circonscription Ouest (région Bretagne, Pays de la Loire et Poitou-Charentes). Grâce au score de 27,15 % des voix obtenu par la liste, il est élu député européen le 7 juin 2009. Frappé par le cumul des mandats, il démissionne du conseil municipal de Saint-Brieuc pour se consacrer au conseil général et à son mandat d'eurodéputé.
Fin janvier 2014, il est désigné tête de liste pour la circonscription Ouest pour les élections européennes de la même année, et est réélu le 25 mai député européen. Il devient président de la Commission de la Pêche.
En mars 2015, il est élu conseiller départemental du canton de Plérin en tandem avec Monique Le Vée. Il est élu président du Conseil départemental des Côtes-d'Armor le 2 avril 2015, faisant basculer le département à droite, après 39 ans à gauche.
Il soutient François Fillon pour la primaire française de la droite et du centre de 2016.
Il parraine Laurent Wauquiez pour le congrès des Républicains de 2017, scrutin lors duquel est élu le président du parti.
Il figure en 13e position sur la liste de l'Union de la droite et du centre pour les élections européennes de 2019, mais n'est pas réélu.

### Sénateur des Côtes-d'Armor (2020)
Dans le cadre des élections sénatoriales de 2020, il est tête de liste divers droite pour la circonscription des Côtes d'Armor. Il est élu sénateur le 27 septembre 2020. Touché par la loi sur le cumul des mandats, il démissionne de la présidence du conseil départemental.
Le 16 novembre 2020, il est élu président du groupe du centre et de la droite républicaine, majoritaire au conseil départemental des Côtes-d'Armor.

## Mandats électifs
Sénateur
- Depuis le 1er octobre 2020 : sénateur des Côtes-d'Armor

Député européen
- 14 juillet 2009 - 1er juillet 2019 : député européen de la circonscription Ouest de la France
- Du 20 juillet 2009 à avril 2014 : vice-président de la commission des pêches du parlement européen
- 7 juillet 2014 - 1er juillet 2019 : Président de la commission de la pêche du Parlement européen

Conseiller général/départemental
- 18 mars 2001 - 16 mars 2008 : membre du conseil général des Côtes-d'Armor (élu dans le canton de Saint-Brieuc-Nord)
- de mars 2004 à mars 2015 : président du groupe de l'opposition
- mars 2015 - 27 juin 2021 : membre du conseil départemental des Côtes-d'Armor (élu dans le canton de Plérin)
- 2 avril 2015 - 27 octobre 2020 : président du Conseil départemental des Côtes-d'Armor

Conseiller municipal
- 18 juin 1995 - 18 mars 2001 : conseiller municipal de Saint-Brieuc
- 18 mars 2001 - 16 mars 2008 : premier adjoint au maire de Saint-Brieuc
- 16 mars 2008 - 14 juillet 2009 : premier adjoint au maire de Saint-Brieuc

Intercommunalité
- 20 avril 2001 - 14 juillet 2009 : vice-président de la communauté d'agglomération de Saint-Brieuc